# Dan Motreanu
Dan Ștefan Motreanu (ur. 11 września 1970 w Orăștie) – rumuński polityk, parlamentarzysta, w latach 2006–2007 minister rolnictwa, poseł do Parlamentu Europejskiego IX i X kadencji.

## Życiorys
Absolwent filozofii i historii na Universitatea de Vest din Timișoara (1995). Kształcił się również na studiach podyplomowych, w tym na Uniwersytecie Babeș-Bolyai. Od 1995 pracował m.in. jako nauczyciel w miejscowości Alba Iulia, dziennikarz prasowy i urzędnik w agencji rozwoju regionalnego. W latach 2001–2003 był dyrektorem jednostki wdrażającej projekt rozwoju obszarów wiejskich w rejonie Gór Zachodniorumuńskich.
Działacz Partii Narodowo-Liberalnej (PNL). Pełnił m.in. funkcję prezesa jej organizacji młodzieżowej (2002–2005) i sekretarza generalnego partii (2005–2009). W latach 2000–2004 był radnym okręgu Alba. W 2004 po raz pierwszy wszedł w skład Izby Deputowanych. W 2008 i 2012 z powodzeniem ubiegał się o reelekcję, sprawując mandat poselski do 2016. Między 2006 a 2007 zajmował stanowisko ministra rolnictwa, leśnictwa i rozwoju obszarów wiejskich w rządzie Călina Popescu-Tăriceanu. W 2019 z listy PNL uzyskał mandat posła do Parlamentu Europejskiego IX kadencji. Z powodzeniem ubiegał się o reelekcję w wyborach w 2024.